# Балтийская щиповка
Балтийская щиповка (лат. Sabanejewia baltica) — лучепёрая рыба семейства вьюновых.

## Описание
Число темных пятен на спине 10—15, на боках тела от 8 до 15. Наибольшая длина тела 8 см, масса до 5 г. Продолжительность жизни около 5 лет. Тело удлиненное, уплощенное с боков, невысокое, плотно покрыто очень мелкой чешуей, которая отсутствует на голове. Спина и брюхо почти параллельны друг другу. Под каждым глазом имеется выдвижная костная острая колючка, которая иногда частично или полностью скрытая в коже. Голова небольшая, сжата с боков. Рыло тупое. В хвостовом плавнике обычно 12 разветвленных лучей, изредка их 11 или 13. Хвостовой стебель относительно длинный, тонкий, на верхней его стороне есть невысокий кожистый киль, а на нижней стороне — киль отсутствует или менее развитый чем на верхнем. Парные плавники закругленные. Хвостовой плавник по краям более или менее закруглен, иногда посредине плавника имеется небольшая выемка. Общий фон окраски обычно равномерно-серый или коричневатый. Темные пятна на боках тела расположены в один более-менее выразительный продольный ряд, промежутки между ними всегда с темной пигментацией, тело выше этих пятен однообразно-коричневое или покрыто мелкими точками и пятнами от белокурого до желтоватого цвета. Половой диморфизм: самцы отличаются от самок вздутиями на боках тела перед спинным плавником.

## Ареал
Распространение вида: водоемы бассейнов Балтийского, Чёрного и Азовского морей.

## Биология
Пресноводная речная донная жила рыба, которая обитает на участках с проточной чистой водой и умеренным течением (до 0,4—0,5 м/с) и плотным, иногда заиленным песчаным или глинистым грунтом, где держится в одиночку или по 2—3 особи на мелководных, глубиной 30—50 см, местах, и, конечно, закапывается в грунт или прячется среди и под подводными предметами. Часто встречается вместе с уховертками обычной, однако в отличие от последней, которая, как правило, держится заиленного прибрежья, предпочитает более глубоким песчаным разные средней части небольших рек. Половой зрелости достигает на 2—3-м году жизни при длине 5—6 см. Нерест порционный, происходит в прибрежной зоне. Нерест начинается в мае — июне при температуре воды около 20 °С. Икра клейкая, откладывается на растительность или скопления зеленых водорослей. Средняя плодовитость около 900 икринок. От хищников укрывается, зарываясь в песок.
Наиболее активна в вечернее и ночное время. Питается детритом, водорослями, планктоном (коловратки, ракообразными и т. д.) и бентосом (червями, мелкими моллюсками, личинками насекомых и т. п.).